# Béthune
Béthune település Franciaországban, Pas-de-Calais megyében. Lakosainak száma 25 342 fő (2022. január 1.). Béthune Annezin, Beuvry, Essars, Fouquereuil, Fouquières-lès-Béthune, Verquigneul és Verquin községekkel határos.

## Népesség
A település népességének változása:
| Lakosok száma | 25 508 | 27 808 | 26 472 | 25 430 | 25 463 | 25 753 | 24 895 | 25 039 | 24 983 | 25 342 |
|               | 1982   | 1999   | 2006   | 2011   | 2013   | 2016   | 2017   | 2019   | 2020   | 2022   |